# Вакейро
Ваке́йро (полное название Ваке́йро де альса́да, также вакейрос; астур. vaqueiru, vaqueiru d’alzada, исп. vaqueiros de alzada) — небольшая по численности cубэтническая группа астурийцев, населяющая горные районы Западной Астурии в Испании. В прошлом представляла собой изолированную группу, занимающуюся пастушеским отгонным скотоводством.
По типу хозяйствования и социального положения, которые характеризовали их ранее, схожи с субэтническими общностями пасиего (пасьего, пасьегос) (от названия реки Пас) и монтаньесов (от исп. montaña «гора») — в горной Кантабрии, а также марагатов (марагатос) — в Леоне.

## Традиционные занятия

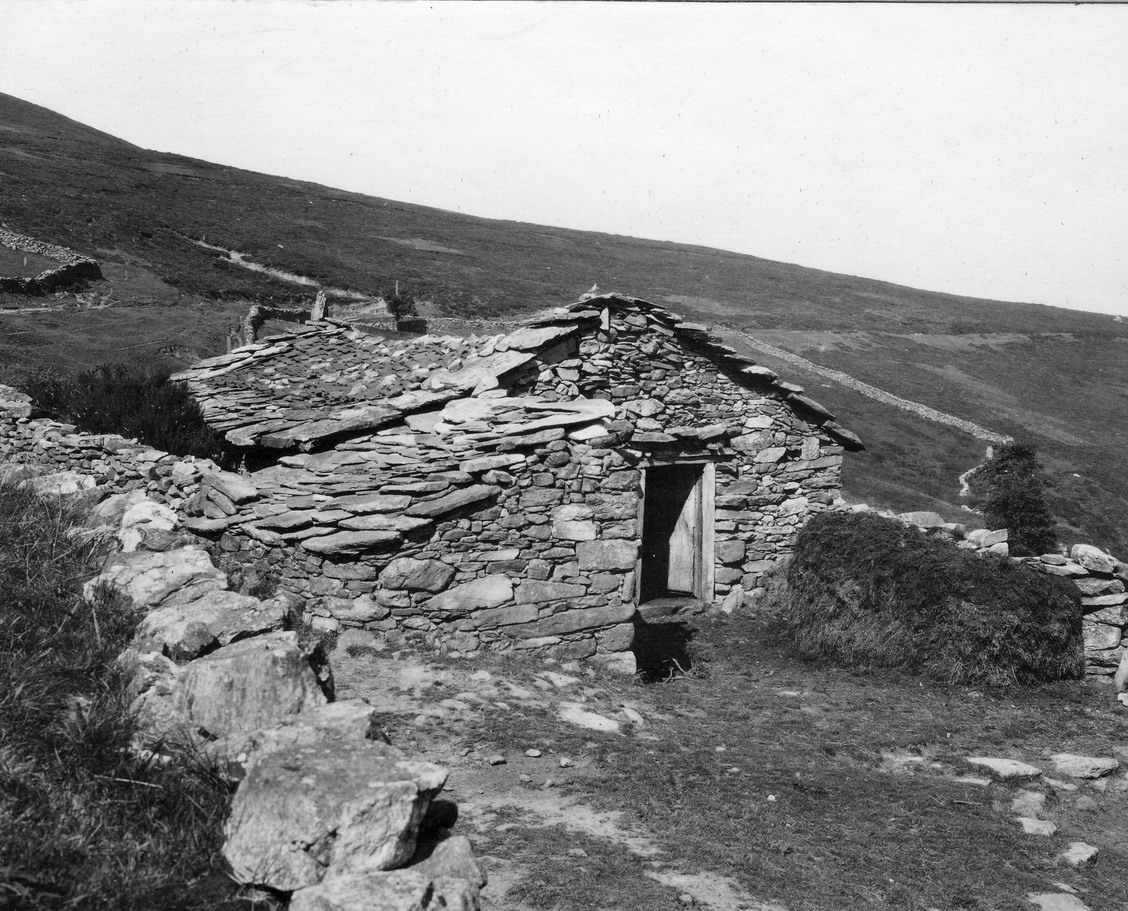
Летнее жилище (кабанья) на пастбище Лас Табьернас (1927)

Традиционным занятием, по которому вакейро отличались от всех остальных групп астурийцев, было отгонное скотоводство. Вакейро объединялись в небольшие общины, которые, как правило, владели собственными пастбищами. У каждой из семей, входящей в общину, на летних и зимних горных пастбищах были построены помещения для скота и несколько временных жилых хижин, называвшихся кабанья и тейто. В течение года семьи вакейро перегоняли стада с одного пастбища на другое — летом они откочёвывали выше в горы на бранья (высокогорные пастбища), а с наступлением холодов возвращались вниз на зимние пастбища в долины. Зачастую в горы уходила только часть семьи, например, молодёжь. Период высокогорного выпаса назывался у вакейро альсада, скот начинали перегонять выше в горы и обратно с гор в долины обычно в дни святого Михаила (8 мая и 29 сентября). Возвращаясь в долины вакейро обменивали свои продукты на хлеб, овощи, разного рода ремесленные изделия у других групп астурийцев (шальдо или марнуэто), которые вели оседлый образ жизни.
Помимо скотоводства так же, как и пасиего и марагаты, вакейро могли выполнять работу погонщиков или разносчиков. Иногда могли быть бродячими торговцами. Во времена, когда в Астурии отсутствовали обустроенные дороги, вакейро были звеном, поддерживающим сообщение через горные перевалы между городами центра Испании и портами на северном побережье страны.

## Социальная изоляция

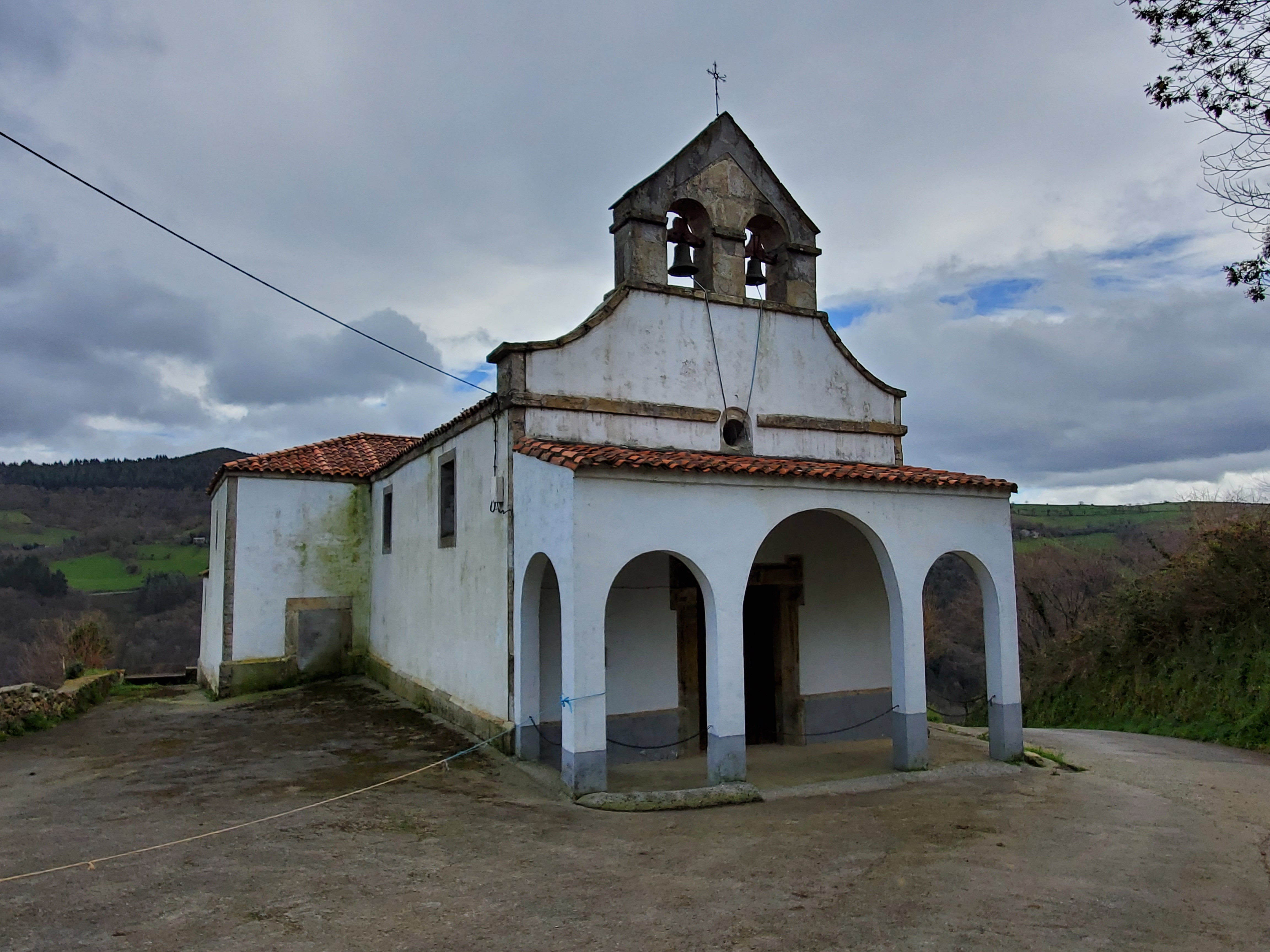
Церковь в приходе Браньялонга, замурованная дверь в которой слева раньше предназначалась для вакейро

В книге «Los pueblos malditos: (agotes, pasiegos, vaqueiros de alzada, maragatos, chuetas)» авторы Х.-М. Отаменди и Ф. М. Агинагальде назвали вакейро в числе прочих изолированных групп Испании «проклятыми народами». По мнению этнолога и историка М. Е. Кабицкого «они носят характер не просто этнокультурных групп, а практически кастовых групп, что включает замкнутость (эндогамию), изоляцию и стигматизацию, профессиональную специализацию, особые черты материальной и духовной культуры». Особое социальное положение вакейро сопровождалось в прошлом различными формами дискриминации. Им было запрещено участвовать в выборах. Нельзя было вступать в брак с представителями соседних астурийских оседлых групп (поэтому браки заключались только внутри общины). Детям вакейро не позволялось учиться в школе. В церкви для вакейро было предусмотрено особое, считающееся непрестижным место, вход для них в церковь нередко был отдельным от входа для остальных верующих. Во время праздников вакейро не позволялось присоединяться к шествиям, нести хоругви, статуи. Иногда вакейро запрещалось танцевать с представителями группы шальдо.
Изоляция вакейро была причиной того, что их культурные особенности сохраняли архаичное состояние, а уровень жизни у них был низким в сравнении с соседними группами астурийцев.
Причинами изоляции вакейро и других подобных групп в Испании могли быть помимо их образа жизни и традиционных занятий самые различные, чаще всего мнимые, представления о данных общностях. В частности, филолог, историк и фольклорист Р. Менендес Пидаль упоминает о якобы имеющихся антропологических отличиях вакейро: они «похоже, представляют собой особую расу, населяющую значительную часть Запада Астурии».
Принадлежность тех или иных астурийских семей к группе вакейро определялась (и определяется в настоящее время) по фамилии. В частности, с вакейро идентифицируют астурийцев с фамилиями Гайо, Кано, Фейто, Гарридо, Барреро, Фрейхе, Паррондо и т. д..

## Язык

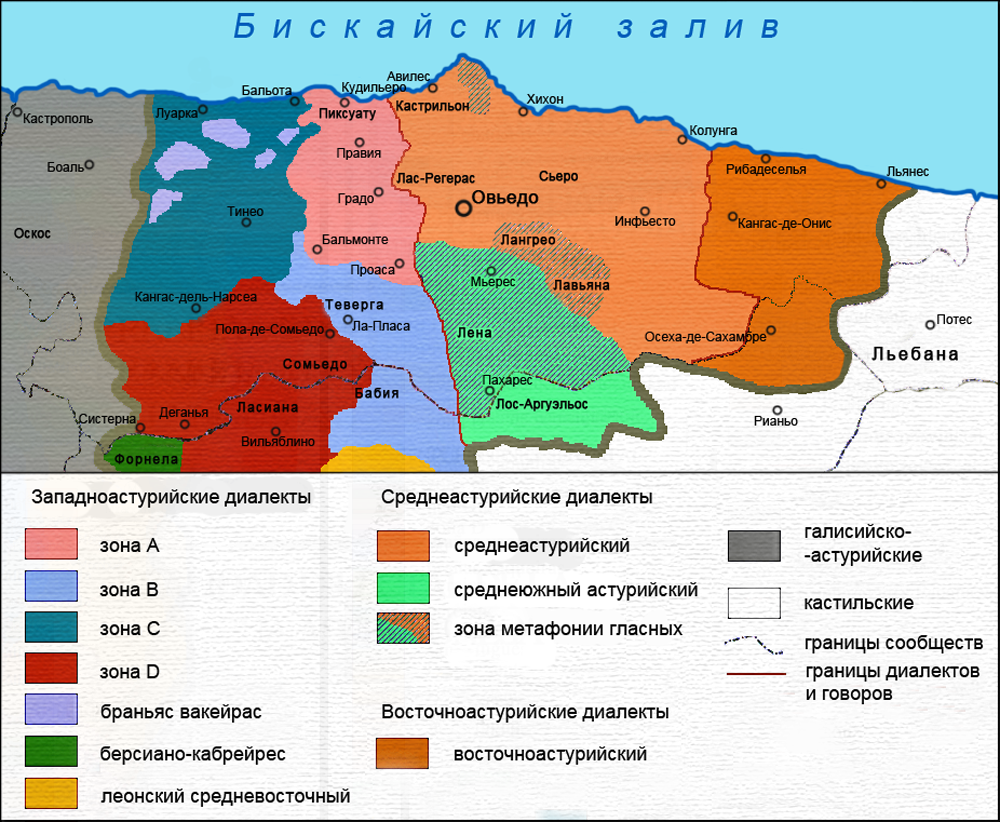
Говоры вакейро (бранас вакейрас) на карте астуро-леонских диалектов в Астурии

Вакейро являются носителями западноастурийских говоров. В этих говорах имеется особая фонема /ḷḷ/, которая отмечается на месте бокового палатального сонанта /ʎ/, изменившегося в процессе йеизма в разных частях западноастурийского ареала в [ʈ͡ʂ], [ɖ͡ʐ], [ɖ], [t͡s]. Для обозначения этой фонемы на письме используется знак ḷḷ, которому в стандартном астурийском языке соответствует диграф ll. Данный знак называют че вакейра («пастушеское че»), что может вызывать, по мнению М. Е. Кабицкого, ассоциацию «говорящий по-астурийски — вакейро».

## Особенности культуры
Вакейро не только сохранили свои культурно-бытовые особенности в наиболее архаичной форме, но и чаще остальных астурийских общностей используют свой диалект и народные традиции в повседневной жизни. Поэтому в современном астурийском национальном движении традиционную одежду или музыкальный фольклор вакейро принято считать наиболее типичными астурийскими. Культура вакейро тем самым становится олицетворением астурийской культурной самобытности.

### Свадебная церемония
Свадебная церемония вакейро, снятая Х. Л. Гомесом Линаресом в 2005 году в местечке Аристебано муниципалитета Вальдес.

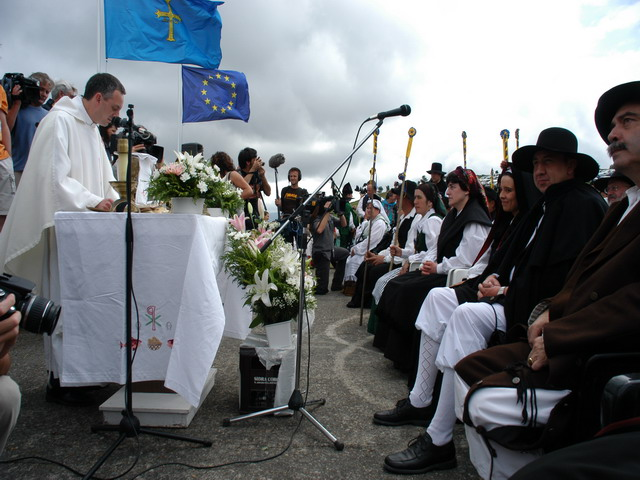
Свадебная церемония
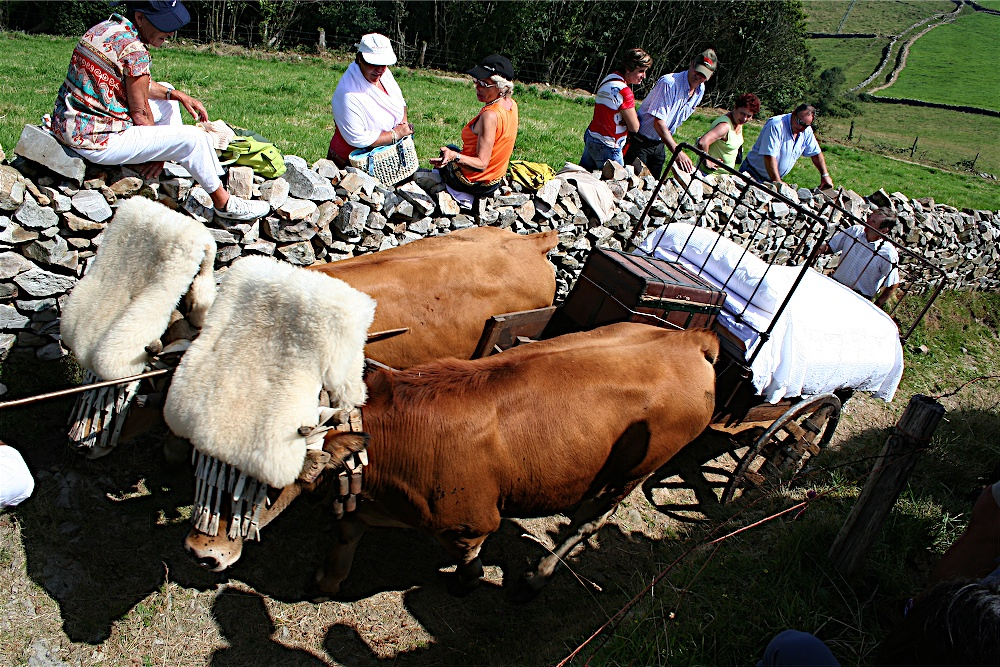
Перевозка приданого в свадебной процессии
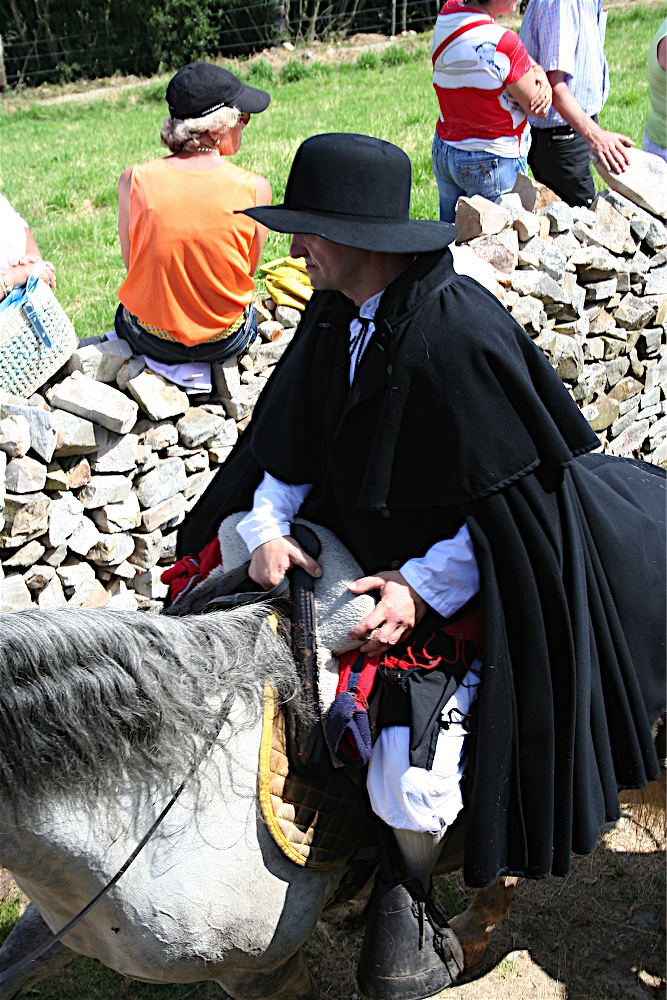
Жених
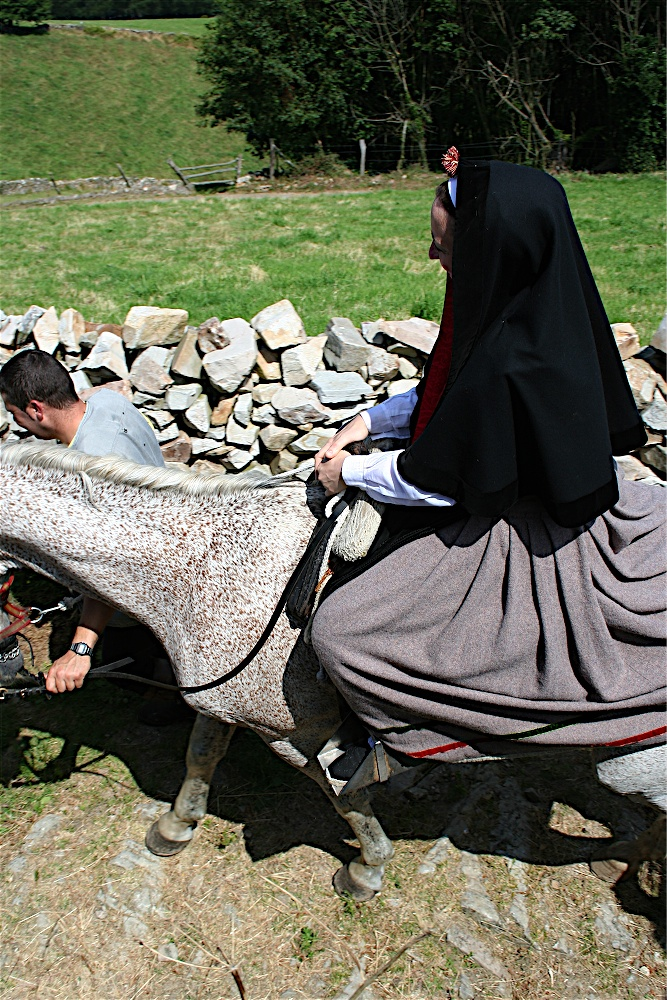
Невеста
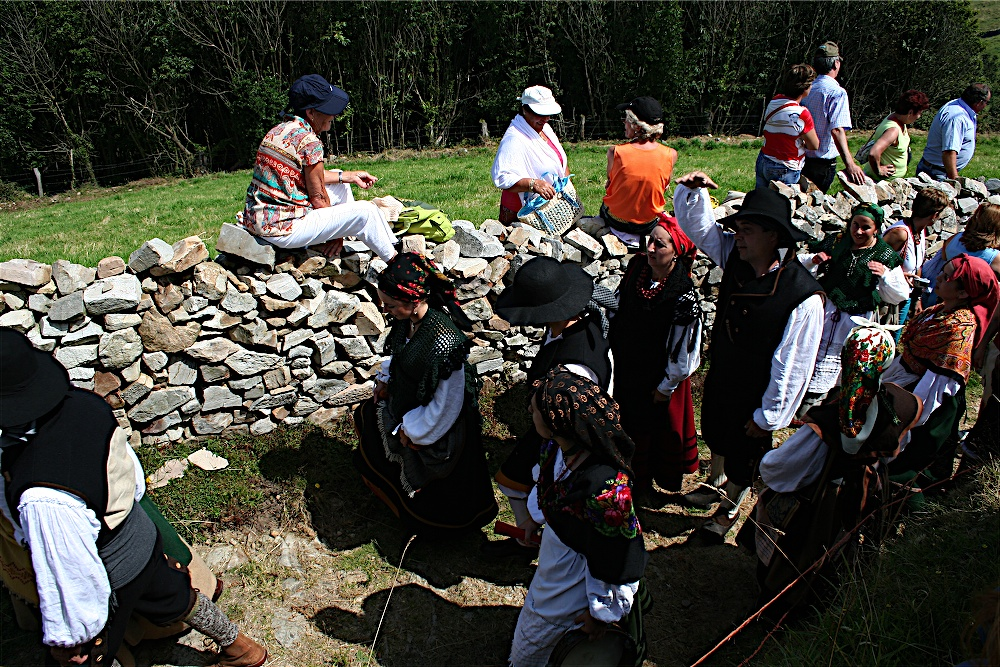
Группа танцоров в традиционных костюмах

## Изучение
О вакейро писали Г. М. де Ховельянос — писатель и и общественный деятель эпохи Просвещения (в XVIII веке) и Р. Менендес Пидаль (в XX веке). Последний является автором исследования о говорах вакейро «Вакейро и пасиего. Два вопроса лингвистической географии» (1954).